# Florian Clyde
Florian Clyde Ho Chak Lüdtke (* 2. Mai 1983 in München) ist ein deutscher Synchronsprecher, Schauspieler, Sänger, Hörbuch- und Hörspielsprecher sowie Model.

## Leben
Florian Clyde wurde in München geboren. Seine Mutter stammt aus China. Seit seiner Kindheit interessierte er sich für die Kunst. Nach Auftritten an den Münchner Kammerspielen als Schauspieler studierte er an der Hochschule für Musik und Theater in Rostock, mit Schauspiel-Diplom. Seitdem war er in zahlreichen Theatern und Musicals, darunter als Romeo bei den Bad Hersfelder Festspielen, bei Udo Lindenbergs Musical Hinterm Horizont und im Sommernachtstraum in den Herrenhäuser Gärten, zu sehen. Mittlerweile ist er auch in der Synchronbranche tätig. So sprach er auch unter anderem Alden Ehrenreich als Han Solo in Solo: A Star Wars Story, wofür er viel Lob von Kritikern und Fans erhielt.
Seit 2019 spricht Clyde in der Fortsetzung der Jan-Tenner-Hörspiele die Rolle des Jan Tenner jr., Sohn des Science-Fiction-Hörspiel-Helden der 1980er-Jahre.

## Filmografie (Auswahl)
- 2019: Der vierte Mann
- 2021: Hubert ohne Staller (Fernsehserie, Folge Abgeschleppt)
- 2024: Blutige Anfänger (Fernsehserie, Staffel 5–6)
- 2024: Gute Zeiten, schlechte Zeiten

## Synchronarbeiten (Auswahl)
Alden Ehrenreich
- 2018: in Solo: A Star Wars Story als Han Solo
- 2023: in Oppenheimer als Strauss’ Berater

### Filme
- 2016: Silence – Ten Miyazawa als Carpenter
- 2017: Geostorm – Daniel Wu als Cheng Long
- 2017: Transformers: The Last Knight – Drew Waters als F35-Pilot
- 2017: Valerian – Die Stadt der tausend Planeten – Kris Wu als Neza
- 2017: Justice League – Joe Manganiello als Deathstroke
- 2018: Detektiv Conan: Der purpurrote Liebesbrief – Daisuke Ono als Muga Iori
- 2018: Ready Player One – Win Morisaki als Toshiro Daito
- 2018: Ant-Man and the Wasp – Blake Vogt als Blake Vogt
- 2018: Venom – Scott Haze als Roland
- 2019: Christmas at the Plaza – Verliebt in New York – Gerardo Gismondi als Max
- 2020: Bad Boys for Life – Charles Melton als Rafe
- 2020: The Gentlemen – Bruce Chong als Ngoc
- 2020: Die bunte Seite des Monds – als Houyi
- 2020: Greyhound – Schlacht im Atlantik – Michael Benz als Lieutenant Carling
- 2022: Rot als Jin Lee
- 2023: One Life – Johnny Flynn als Nicholas Winton (jung)
- 2024: Rettet Bikini Bottom: Der Sandy Cheeks Film – Johnny Knoxville als Randy
- 2024: Alien: Romulus – David Jonsson als Andy

### Serien
- 2017: American Horror Story: Season 7 – Cult als Det. Jack Samuels
- 2017–2019: The Deuce als Paul
- seit 2017: Fairy Tail als Droy
- 2017–2018: Der Denver-Clan – James Mackay als Steven Carrington
- 2018–2019: Marvel’s Cloak & Dagger – Jaime Zevallos als Patar Delgado
- 2018: The Alienist – Die Einkreisung – Freddie Stewart als Nick Oldham
- 2019: The Witcher – Eamon Farren als Cahir
- 2019–2020: Crash Landing on You – Hyun Bin als Hauptmann Ri Jeong-hyeok
- 2020: Treadstone – Lee Jong-hyuk als Colonel Shin
- 2021: The Falcon and the Winter Soldier – Desmond Chiam als Dovich
- 2021: Squid Game – Park Hae-soo als Cho Sang-woo (Nummer 218)
- 2021: Arcane als Viktor
- 2021: Hawkeye – Ivan Mbakop als Detective Caudle
- 2022: Haus des Geldes: Korea – Park Hae-soo als Song Jung-ho / Berlin

### Videospiele
- 2018: Star Wars Battlefront II als Han Solo (jung)
- 2021: Life Is Strange: True Colors als Mac
- 2024: Indiana Jones und der Große Kreis als Indiana Jones

## Hörbücher (Auswahl)
- 2021: Kathinka Engel: Where the Waves Rise Higher (Hörbuch, Shetland-Love-Reihe, Band 2, gemeinsam mit Nora Jokhosha), Hörbuch Hamburg, ISBN 978-3-8449-2782-5